# The Moon and the Melodies
The Moon and the Melodies est le cinquième album des Cocteau Twins édité en 1986 par le label indépendant britannique 4AD. Il a été enregistré par le pianiste ambient californien Harold Budd accompagné par Robin Guthrie, Simon Raymonde et Elizabeth Fraser.
Les morceaux figurant sur le disque ont été composés pour illustrer un documentaire, qui n'a jamais vu le jour. Les musiciens décident alors d'éditer ces titres sous la forme d'un album. Celui-ci ne fait pas partie de la discographie officielle des Cocteau Twins. En septembre 1988, Simon Raymonde déclare à ce sujet au magazine Reflex : « Nous n'avons jamais voulu en faire un album des Cocteau Twins. Nous avons même fait l'effort de ne pas utiliser le nom du groupe, en listant nos noms à la place. » (We never wanted it to be a Cocteau Twins album. We even went to great lengths not to use the band name. We just listed all of our names individually.)
La moitié des titres sont des instrumentaux, Elizabeth Fraser chante uniquement sur Sea, Swallow Me, Eyes Are Mosaics, She Will Destroy You, et Ooze Out and Away, Onehow. Le saxophoniste Richard Thomas, du groupe Dif Juz, joue sur les titres She Will Destroy You, The Ghost Has No Home et Bloody and Blunt. Une version différente du morceau Memory Gongs figure sur l'album Lovely Thunder d'Harold Budd. Elle porte le titre Flowered Knife Shadows.
Après la séparation des Cocteau Twins, Robin Guthrie a de nouveau collaboré avec Harold Budd, notamment sur les albums After the Night Falls  et Before the Day Breaks, sortis en 2007.

## Liste des morceaux
1. Sea, Swallow Me
2. Memory Gongs
3. Why Do You Love Me?
4. Eyes Are Mosaics
5. She Will Destroy You
6. The Ghost Has No Home
7. Bloody and Blunt
8. Ooze Out and Away, Onehow